# Royal Aircraft Factory S.E.5
Royal Aircraft Factory S.E.5 – brytyjski samolot myśliwski, zaprojektowany i zbudowany w 1916 roku w brytyjskiej wytwórni lotniczej Royal Aircraft Factory w Farnborough.

## Historia

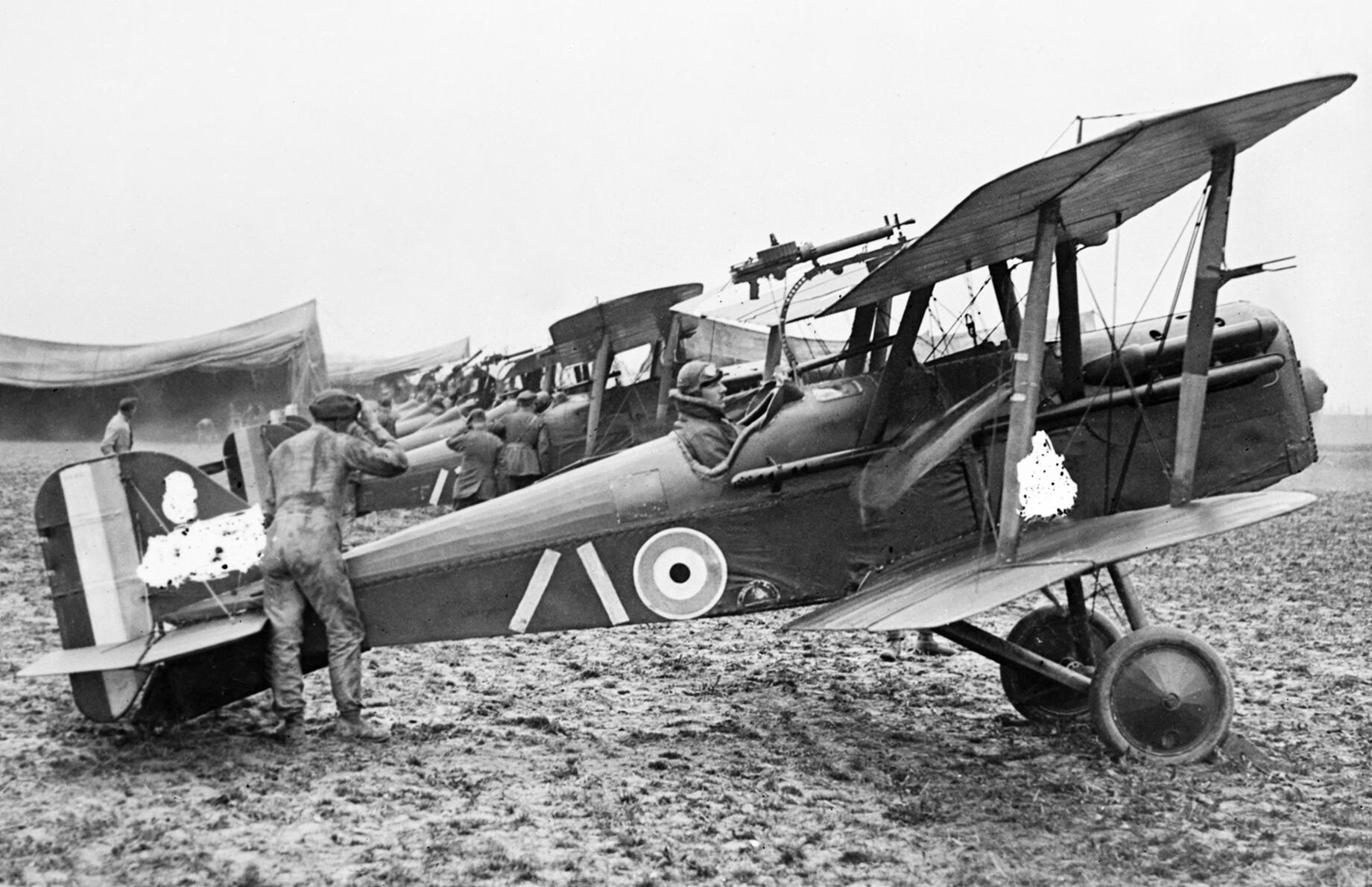
Dywizjon samolotów S.E.5a na lotnisku

W trakcie I wojny światowej w 1916 roku w związku z pojawieniem się nowych niemieckich samolotów myśliwskich Albatros i Fokker, które miały lepsze osiągi od samolotów stosowanych przez lotnictwo brytyjskie, dowództwo lotnictwa brytyjskiego zwróciło się do Royal Aircraft Factory (pol. Królewskie Zakłady Lotnicze) w Farnborough o zaprojektowanie i zbudowanie nowego samolotu myśliwskiego o większej mocy silnika i silniejszym uzbrojeniu od dotychczas produkowanych w Wielkiej Brytanii samolotów myśliwskich. Samolot miał też być łatwiejszy w pilotażu od używanego myśliwca Sopwith Camel.
W lecie 1916 roku zespół konstruktorów pod kierunkiem inż. H.P. Follanda i inż. J. Kenworthy'ego zaprojektował zgodnie z tym zamówieniem nowy samolot myśliwski w układzie dwupłatu o prostej, ale mocnej konstrukcji. Kadłub kratownicowy miał przekrój prostokątny, tylko grzbiet kadłuba był półokrągły. Z przodu mieścił się silnik widlasty, 8 cylindrowy. Za silnikiem do kadłuba w części dolnej był zamocowany za pomocą okuć płat dolny, z którym dwoma parami równoległych słupków połączono płat górny. Oba płaty miały kształt prostokątny. Komorę płatów usztywniono podwójnymi drutami stalowymi, czterema zastrzałami oraz dodatkowymi cięgnami. Lotki usytuowano na obu płatach. Baldachim pokryto sklejką, części zewnętrzne płatów – płótnem. W środkowej części kadłuba znajdowała się odkryta kabina pilota z niezbędnymi urządzeniami sterowniczymi i przyrządami pokładowymi, W końcowej części kadłuba zamontowano usterzenie, kryte płótnem, przy czym statecznik poziomy był nastawny w locie. Pokrycie kadłuba przy silniku stanowiła blacha aluminiowa, w części środkowej sklejka, w tylnej płótno. Do nowatorskich rozwiązań w tym samolocie zaliczyć trzeba jeszcze: regulowany w locie wiatrochron, sterowaną płozę ogonową i aluminiowe osłony amortyzacji gumowej podwozia, chroniące gumę przed kurzem i wpływami atmosferycznymi. Do napędu prototypu zastosowano francuski silnik widlasty Hispano-Suiza o mocy 150 KM (110 kW).
Prototyp samolotu oznaczono jako S.E.5 (skrót od ang. Scout Experimental – pol. Wywiadowczy Doświadczalny). Prototyp oblatano w listopadzie 1916 roku. Jego próby w locie trwały do grudnia 1916 roku, kiedy to mjr pil. F. W. Godden przeleciał nim do Francji. W styczniu 1917 roku prototyp samolotu Royal Aircraft Factory S.E.5 uległ katastrofie z powodu złej jakości okuć płatów i zbyt małej jeszcze sztywności konstrukcji ich komory.
Po szybkim usunięciu usterek i zastosowaniu silnika Hispano-Suiza o większej mocy 200 KM (147 kW) pod koniec stycznia 1917 roku uruchomiono produkcję seryjną samolotu Royal Aircraft Factory S.E.5.
Po wyprodukowaniu 60 samolotów S.E.5 wprowadzono dalsze drobne zmiany w konstrukcji samolotu, m.in. usunięto wielki wiatrochron, zmieniono obrys końcówek płatów, dodano owiewkę za głową pilota, zamontowano długie rury wydechowe i do napędu zastosowano silnik budowany na licencji w Wielkiej Brytanii o nazwie Wolseley Viper. Tak zmodernizowany samolot oznaczono jako Royal Aircraft Factory S.E.5a  i produkowano go w tej wersji do końca I wojny światowej.
Łącznie wyprodukowano ok. 5200 samolotów obu wersji.

## Użycie w lotnictwie

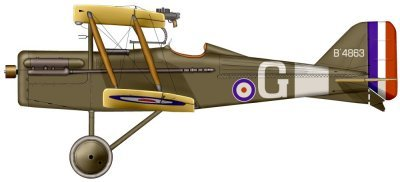
S.E.5a Jamesa McCuddena

Samoloty S.E.5 jako pierwszy otrzymał w marcu 1917 roku brytyjski 56 dywizjon myśliwski, a do akcji bojowej weszły na froncie zachodnim 22 kwietnia 1917 roku. W 1918 roku samolotami tego typu dysponowało już 21 brytyjskich i 2 amerykańskie dywizjony myśliwskie.
Samolot S.E 5a był lubiany przez pilotów myśliwskich z uwagi na łatwość pilotażu, wytrzymałą konstrukcję (odporną na uszkodzenia bojowe jak i nieumiejętne lądowanie), dobre osiągi, dobrą widoczność z kabiny pilota i dobre uzbrojenie. Walczyła na nich większość czołowych asów brytyjskich.

## Użycie w lotnictwie polskim
W Polsce w styczniu 1920 demonstrowano dwa samoloty S.E.5a należące do zakładów Handley Page. Mimo że S.E.5a zwyciężył w zawodach z myśliwcami Fokker D.VII i Ansaldo A.1 Balilla, zrezygnowano z zakupu samolotów tego typu. Jeden z nich został rozbity 2 lutego 1920, przy czym rany został pilot Antoni Mroczkowski (samolot ten nie należał jednak do polskiego lotnictwa). Wobec ofensywy radzieckiej i braków sprzętu, na przełomie czerwca i lipca 1920 Polska odkupiła drugi egzemplarz S.E.5a, pozostający w Warszawie. 13 lipca 1920 samolot ten przydzielono do 7 eskadry myśliwskiej, jednakże w pierwszym locie bojowym 15 lipca został on zestrzelony przez ogień przeciwlotniczy w rejonie Łucka, pilot Stefan Ciecierski dostał się do niewoli.
Kilka egzemplarzy samolotu zostało przerobionych do lotów reklamowych. Do rur wydechowych samolotu zostało dodane urządzenie dozujące salmiak ze zbiornika wewnątrz kadłuba. Pilot, po osiągnięciu wysokości rzędu 4000 m, otwierał w ściśle określonych położeniach zawory dozujące wypływ salmiaku, który kondensując w chłodnym powietrzu kreślił litery reklamowanego napisu. Samoloty te, stanowiące własność brytyjskiej firmy, latały w Polsce w 1926 roku.

## Opis konstrukcji
Samolot Royal Aircraft Factory S.E.5a był jednomiejscowym samolotem myśliwskim w układzie dwupłata o konstrukcji mieszanej, przeważnie drewnianej. Podwozie klasyczne – stałe. Napęd – 1 silnik rzędowy, śmigło dwułopatowe, drewniane.